# Un cuore in due
Un cuore in due è un singolo della cantante italiana Francesca Michielin, pubblicato il 3 giugno 2016 come quinto estratto dal secondo album in studio di20.

## Descrizione
Il testo del brano è stato scritto dalla stessa artista con Ermal Meta, mentre la musica è stata composta da Matteo Buzzanca e Federica Abbate.